# Ruta del Centro
La Ruta del Centro és una competició ciclista per etapes que es disputa a Mèxic. Creada el 2011, l'edició del 2013 va formar part del calendari de l'UCI Amèrica Tour.

## Palmarès
| Any  | Guanyador             | Segon                 | Tercer               |
| ---- | --------------------- | --------------------- | -------------------- |
| 2011 | Luis Pulido           | Ángel Portillo        | Gregorio Ladino      |
| 2012 | Víctor García         | Juan Pablo Magallanes | Héctor Rangel        |
| 2013 | Víctor García         | Juan Pablo Magallanes | Bernardo Colex       |
| 2014 | Bernardo Colex        | Francisco Matamoros   | Jaime Castañeda      |
| 2015 | No disputada          |                       |                      |
| 2016 | Juan Pablo Magallanes | Moisés Aldape         | Flavio de Luna       |
| 2017 | Víctor García         | Moisés Aldape         | José Alfredo Aguirre |
| 2018 | Ignacio Sarabia       | Moisés Aldape         | Iván Carbajal        |